# Cheste
Cheste, en castillan et officiellement (Xest en valencien), est une commune d'Espagne de la province de Valence dans la Communauté valencienne. Elle est située dans la comarque de la Hoya de Buñol et dans la zone à prédominance linguistique castillane.

## Géographie

Localisation de Cheste
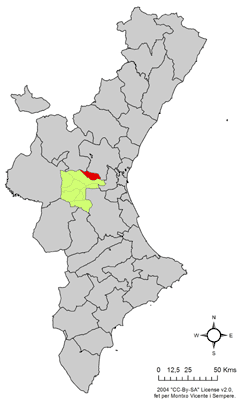
dans la Communauté valencienne.
dans la comarque de la Hoya de Buñol.

### Localités limitrophes
Le territoire communal de Cheste est voisin de celui des communes suivantes :
Chiva, Gestalgar, Bugarra, Pedralba, Vilamarxant, Riba-roja de Túria et Loriguilla, toutes situées dans la province de Valence.

## Histoire
Selon l'historien valencien Escolano, les premiers colons de la région de Cheste étaient des membres de tribus ibériques appartenant à la vieille Edetania. Ce point de vue est soutenu par de nombreux vestiges, en particulier celles d'El Castillarejo (céramique ibérique et pointes de lance de l'Age du Bronze).
Le trésor de Cheste, un ensemble de bijoux et d'or et pièces d'argent, a été retrouvé dans la localité de « La Safa » en 1864. Parmi les pièces, il y avait un denier Sydenham 140 (CRR 44,5 émis à partir de 211 av. J.-C.), qui a permis sa datation à la deuxième guerre punique.

## Démographie
| 1857  | 1887  | 1900  | 1910  | 1920  | 1930  | 1940  | 1950  | 1960  |
| ----- | ----- | ----- | ----- | ----- | ----- | ----- | ----- | ----- |
| 4 732 | 5 548 | 6 039 | 5 826 | 6 110 | 5 101 | 5 100 | 5 210 | 5 221 |

| 1970  | 1981  | 1991  | 1996  | 2001  | 2006  | - | - | - |
| ----- | ----- | ----- | ----- | ----- | ----- | - | - | - |
| 5 966 | 7 424 | 6 726 | 6 857 | 7 027 | 7 425 | - | - | - |

## Administration
Liste des maires, depuis les premières élections démocratiques.
| Législature | Nom du Maire                                                               | Parti politique |
| ----------- | -------------------------------------------------------------------------- | --------------- |
| 1979-1983   | Matias Morell Cortés                                                       | PSPV-PSOE       |
| 1983-1987   | Matias Morell Cortés (décédé en 1986), remplacé par Ricardo Cervera Millán | PSPV-PSOE       |
| 1987-1991   | Raimundo Tarín García                                                      | PSPV-PSOE       |
| 1991-1995   | Raimundo Tarín García                                                      | PSPV-PSOE       |
| 1995-1999   | Mª Sagrario Sánchez Cortés                                                 | PP              |
| 1999-2003   | Mª Sagrario Sánchez Cortés                                                 | PP              |
| 2003-2007   | Raimundo Tarín García                                                      | PSPV-PSOE       |
| 2007-2011   | David Doménech                                                             | PP              |

### Sources
- (es) Cet article est partiellement ou en totalité issu de l’article de Wikipédia en espagnol intitulé « Cheste » (voir la liste des auteurs).